# Giorgi Mazniashvili
Giorgi Mazniashvili (en georgiano: გიორგი მაზნიაშვილი; Sasireti, 6 de abril de 1870- 16 de diciembre de 1937) fue un general georgiano y una de las figuras militares más destacadas de la República Democrática de Georgia (1918-1921).

## Biografía
Según el historiador Ucha Murghulia, el padre de Mazniashvili era un oficial georgiano del ejército imperial ruso Ivane Mazniashvili. Sin embargo, según otras versiones, atestiguadas por el descendiente de su hijastro, Anouki Areshidze, el padre de Giorgi Mazniashvili era un oficial de etnia rusa, Iván Mazniev. Giorgi Mazniashvili nació el 6 de abril de 1870 en el pueblo de Sasireti, (actual municipio de Kaspi, región de Iberia Interior de Georgia). Habiendo recibido una educación militar adecuada, más tarde fue ascendido a general del ejército ruso.  

### Carrera militar
Herido en la guerra ruso-japonesa (1904-1905), Mazniashvili fue visitado en un hospital por el zar Nicolás II, quien le otorgó la Cruz de San Jorge e invitó al general al palacio. Luchó también en los campos de batalla de la Primera Guerra Mundial, pero regresó a Georgia después de la Revolución de febrero de 1917. Mazniashvili formó dos divisiones nacionales y aseguró la capital, Tiflis, de los soldados rusos cada vez más bolcheviques y en retirada caótica. En abril de 1918, defendió con éxito la provincia suroeste de Guria de la ofensiva otomana y obtuvo una victoria en el río Choloki. En junio de 1918, se desempeñó como gobernador general de Abjasia y aplastó allí una revuelta probolchevique; luego tomó Gagra, Sochi y Tuapsé en la primera fase del conflicto de Sochi.
De octubre a diciembre de 1918, se desempeñó como gobernador general de Tiflis. Durante la guerra entre Georgia y Armenia de diciembre de 1918, fue nombrado comandante en jefe y defendió con éxito las fronteras georgianas de las tropas del general Dro y Stepán Shaumián. En 1919 se desempeñó como gobernador general de Ajaltsije y Ajalkalaki y fue trasladado, el 6 de octubre de 1920, como comandante en Tiflis. 
Durante la invasión soviética de febrero de 1921, rechazó al Ejército Rojo desde las alturas de Soghanlughi en las afueras de Tiflis. La guerra, sin embargo, estaba perdida. Mazniashvili no siguió a los líderes del país en el exilio, sino que movilizó a los restos de las fuerzas armadas georgianas para recuperar la ciudad de Batumi de la ocupación otomana, en marzo de 1921. El recién establecido gobierno soviético de Georgia lo declaró fuera de la ley, pero luego le ofreció un puesto nominal en el Ejército Rojo.

### Vida posterior y muerte
En 1923, Masniashvili fue condenado a muerte por fusilamiento junto con miembros del llamado "Centro de Guerra", que estaba formado por exmilitares de la RDG, por presuntamente organizar un levantamiento antisoviético. Sin embargo, dos años más tarde fue liberado del corredor de la muerte y posteriormente emigró a Irán.
En 1923, durante el Terror Rojo, fue arrestado y exiliado a Persia, de donde se trasladó a Francia. Después de largas negociaciones con los funcionarios soviéticos, finalmente se permitió a Masniashvili regresar a Georgia. Sin embargo, los últimos años de su vida estuvieron marcados por la pobreza, la injusticia y las represalias. Le negaron un permiso de trabajo y una pensión, teniendo que vivir principalmente de la agricultura. 
Durante las Purgas de Stalin, sin embargo, fue arrestado y ejecutado sin juicio en 1937. En la década de 1950, el hijo de Mazniashvili, un veterano de la Segunda Guerra Mundial del ejército soviético, presentó una solicitud para la rehabilitación política de su padre, pero esto fue rechazado por las autoridades. Aún hoy se desconoce el paradero de su tumba.

## Legado
Mazniashvili es el autor de las populares Memorias de un soldado. En 2013, recibió póstumamente el título y la orden del Héroe Nacional de Georgia. En la calle Tsinamdzgvrishvili de Tiflis se erigió un monumento a Mazniashvili.